# 미셸 드 로피탈

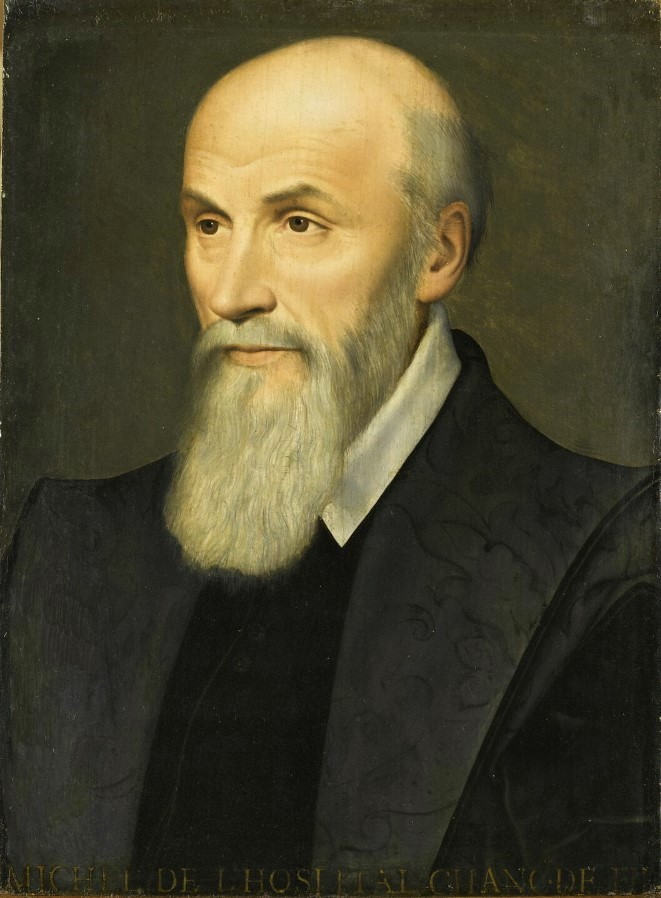
미셸 드 로피탈

미셸 드 로피탈(프랑스어: Michel de l'Hôpital, 1507년  ~ 1573년 3월 13일)은 프랑스의 사법가, 정치인, 문필가, 그리고 종교 개혁시대와 신구교 대립 시기에 신앙의 자유를 위해 노력한 화해주의자였다. 그는 법치 국가주의를 구하는 과정에서 입법시 군주의 의지가 얼마나 중요한 가를 근대세계에 알리주있던 인물로, 국왕의 입법권 확립을 위하여 프랑스에 만연했던 고래의 지역분권주의를 타파하러고 했던 인물로, 대법관의 정치적 권위를 확립하기 위하여 국왕 특임관들의 활동을 통제하는 데에 전력을 다했던 실천적 인물 등으로 평가되었다. 따라서 로피탈은 정지사상가, 종교이론가, 저명 문필가, 영향력 있는 입법자이자 국정 수행자, 국에의 표상” 등 다양한 칭호를 부여받고 있다. 1537∼1553년 파리의 고등법원 참의관(參議官)을 지냈다. 그 동안에 정부대표로서 각지에 파견되었는데, 특히 1548년에는 반종교개혁운동인 트리엔트 공의회에 프랑스 사절로서 참석하였지만, 그 공의회의 영향력을 막았다. 종교개혁시대, 그리고 신구 양교의 대립이 심했던 시대에 그는 한 쪽에 치우치는 것을 반대하고 두 파의 신앙의 자유를 주장하였다. 그는 1560년 국민교리회를 설립하여 신구교의 화합을 주장하였다. 이에 카트린 드메디치는 개신교인들의 예배를 허락하자 가톨릭파들은 반발하며 그의 유화정책을 비판하였고 교황은 국민교리회 설립을 금지시켰다.

1560년 섭정(攝政) 카트린 드 메디시스에 의하여 대법관으로 등용되었다. 여러 가지 칙령(勅令)이나 회합에 의해서 양 파의 화해에 노력하였으나 그 노력도 수포로 돌아갔으며, 또한 카트린이 구교측에 접근하였기 때문에 그는 쓸모 없는 존재가 되었다. 그 때문에 1568년 사임을 강요당하여 물러났고, 격화되는 종교상의 대립 속에서 성 바르톨로메오 축일의 학살의 이듬해에 세상을 떠났다.

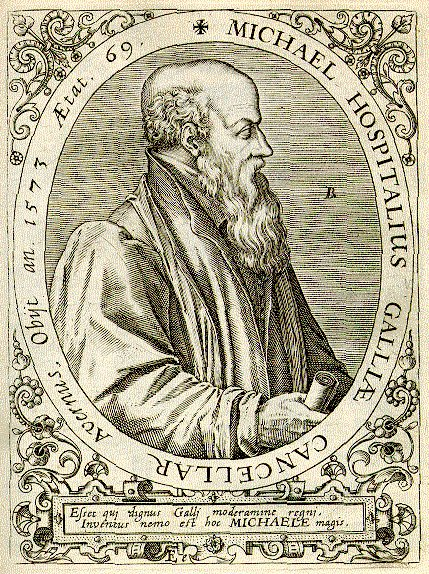
Frontispiece 미셸 드 로피탈

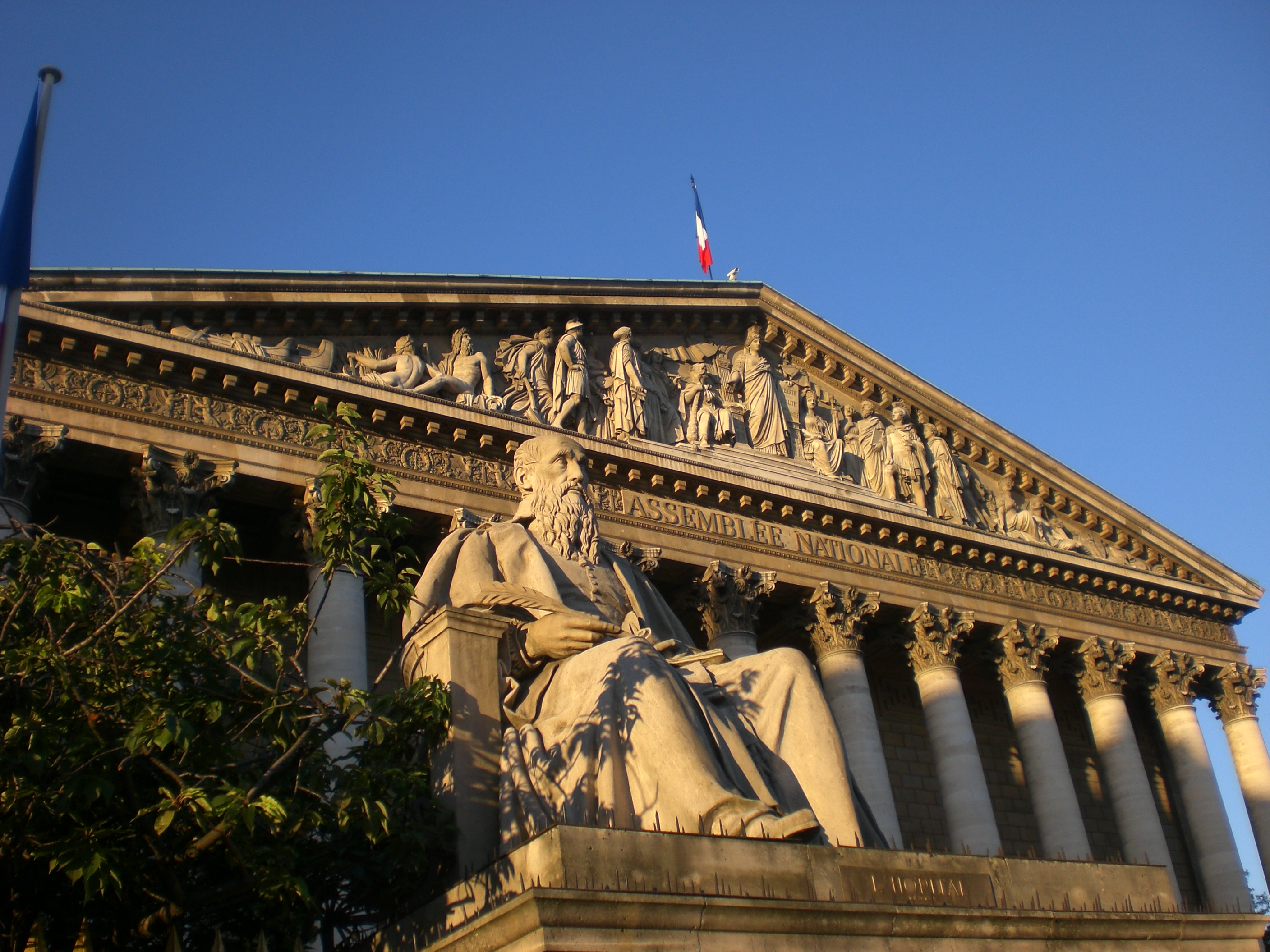
palais Bourbon

## 생애
로피탈은 프랑스 오베르뉴 지방(現 피드 돔 : Puy-de-Dome) 에그페르스(Aigueperse)에서 1507년에 태어났다. 그의 부친 장 드 로피탈(Jean de L Hospital)은 궁
내부 대신이었던 몽팡시에 백작 샤를(Charles de Bourbon) 및 그의 누이인 로렌(Lorraine) 공작부인 르네(Renee)의 수석 주치의(premier médecin ) 겸 고문이자 재판관 겸 회계 감사관이었다. 그리고 1515년에 몽팡시에 백작의 대법관에 임명되었고, 1522년에 물랭에서 그의 회계 감사관이 되었으며 1523년 3월 1일에 샤를로부터 영지(la Tour de la Bussiere)와 영주권을 하사받았다. 그의 부친은 1523년에 발생했던 부르몽스의 프랑수아 1세에 대한 반란에 연루되어 이탈리아 밀라노로 망명했으며, 1524년 8월의 궐석재판에서 사형 선고와 재산 몰수 선고를 받았다. 로피탈은 당시 툴루즈(Toulouse) 대학에서 법학을 공부하고 있었는데, 툴루즈 고등법원이 그를 부친의 죄에 연루시킴으로써 1526년 초까지 투옥되었다.
로피탈의 생애는 세 가지 정리, 즉 20대의 법학자와 30대의 사법관 그리고 40, 50대의 정치가로 구분된다. 이중에서 법학자로서의 명성은 스스로 쌓아갔으나, 사법관과 정치가로서의 명성은 왕실 및 귀족 가문인 외척 기즈(Guse)와 연계됨으로씨 쌓아졌다. 로피탈이 법학자로 명성을 인게 되는 시점은 법학 연구의 본산 중
하나였던 파들이 대학에서 수년간 수학한 때이다. 주, 1526년에 로피탈은 부친의 반역죄 연루 사건에서 사면된 후, 부친이 체류하고 있던 밀라노로 건너갔지만 법학 공부를 계속하기 위하여 파두아로 옮겨가 그곳 대학에서 1년간 체류했으며, 이곳에서 키케로 득본을 통해 인본주
의와 박애주의에 젖어들게 되었다. 1553년에 볼로냐(Bisloena) 대학에서 민법학 박사학위를 받은 로피탈은 로마 최고법원 배석관이 되어 교황령 소속관청의 행정업무를 담당하였으며, 1531년에 교황령 주재 프랑스 대사인 그라몽(Gramont) 추기경의 관직 임용 권고에 따라 프랑스로 되돌아왔다. 하지만, 그라몽 추기경의 갑작스러운 사망으로 인해 관직진출이 막히면서 그는 3년 동안 변호사 생활을 전진할 수밖에 없었다. 로피탈이 사킵관직에 진출할 수 있었던 것은 정략혼인에 의해서였다. 즉, 그가 1537년 9월 친구인 엑스(Aix) 대주교의 조언에 따라 파리 즉결재판소 형사 대리관인 보링(Morin)의 딸과 혼인했을 때 부인의 지참금으로 파리 고등법원 판사 서기직을 차지할 수 있었으며, 이를 통하여 권력 중심부의 인물들과 유대관계를 형성해가기 시작했다. 로피탈은 30대 중반에 왕국의 중대사를 보고받고 이를 조정에 전하는 국왕의 대리자로 선발되면서부터 중앙의 법조계와 정계에 입문하게 되었다. 중앙법조계의 진준에 관해서 보면, 그가 지역 유력자들의 악습과 과격행위를 고소할 수 있게 했던 그방 큐트 드 쉬스티스(Grands Jours de Justice) 회기 때 물링(Moulins: 1540년), 리옹(1542년), 투르(Tours: 5·16년)
등 주요지역 법정의 재편 배시지면 나전되면서부터 법조계 진술이 시작되었으며, 이때 고위 법관으로서 숨겨진 지적·행정적 능력을 함양할 수 있었다. 중앙정계의 진품에 관해 보면, 그가 1517년에 올리비아(François Olivier) 1991 31 1 2] Jel (Henri) 2419| ERTE(Trent) 공의회 대사로 불로나에 파견되면서부터 정계 진출이 시작되었다. 이곳에서 로피탈은 국왕의 백포인 제라트(Ferrare) 공작부인 르네 드 프랑스(Renée de France)와 교류하면서 그녀의 신뢰를 얻었으며, 그 결과 귀국하여 파리 고등법원 고문 겸 오를레앙(Orléans) 대학의 박사학의 심사관을 맡게 되었다. 그리고 1550년 4월에는 앙리 2세의 누이인 사부아(Savoie) 공사부인(Marguerite de Valois)의 총애를 받아 그녀 소유의 베리(Berri) 공작령 수석 대법관이 되었다.
로피탈의 경계 진출에 결정적 요인으로 작용한 것은 그가 이탈리아에서 법학자로 명성을 떨치고 있을 때 맺어졌던 프랑스의 5대 가는 중 하인 기즈와의 인연이었다. 즉, 보지 탄은 왕실 외척 가문인 기즈(Francois de (Guise)과 안드 데스트(Anne Este)가 약혼할 때 행한 혼인재산의 계약 서명시 입회인이 되었으며, 약혼 후 도녀를 프랑스까지 수행함으로씨 그녀의 재산 관리인이 되었다. 로피탈은 1553년 초에 파리 고등법원 고문직을 사임하였지만, 엄중 정대한 공무 집행관이었다. 그는 그에 대한 평판과 기즈가의 인연 덕분에 로렌(Charles de Lorraine) 추기경의 추천을 받음으로써 10월 1일에 청원 심리관직과 국왕 고문직에, 1554년 2월 6일에는 상납금 재판소 판사직에 임명되었다. 그리고 다음 해 1월에는 사부아 공작부인의 추천에 의해 파리 회계법원 수석의장직에, 7월에는 로렌 추기경의 추천에 의해 재무장관이라는 국가
재정 감독관에 임명되어 왕국의 공금 횡령 척결을 주도하게 되었다. 로피탈이 중앙정계의 정점인 대법관직에 오르게 된 것은 1560년 3월 30일에 파리 고등법원 수석 의장 올리비에 대법관이 사망한 직후, 로렌 추기경이 섭정인 모후 카트린느 드 메디시스에게 이를 프랑스 대법관으로 추천함에 의해서였다. 4월 11일에 대법관에 지명되고 7월 2일에 대법관직 임명서가 파리 고등법원에 등재됨으로써 로피탈은 그 직무를 수행하게 되었다. 하지만 그로부터 8년 후에 제기되었던 그의 대법관직 사직 요청은 자신의 정치적 영향력이 왕국을 보존하는 데에 기여할 수 없을 정도로 미약했다는 절망감과 모후의 그릇된 섭정 강화
열망에 대한 비애에서 기인하였다.

이러한 로피탈의 대법관직 은퇴 요정은 그의 교체를 계획했던 모후 카트린느 드 메디시스에 의해 신속히 받아들여졌으며, 조정은 제2차 종교전쟁을 종식시켰던 롱쥐모(Longjumeau) 평화 성립(1568.3.25) 직전인 568년 3월 11일에 도피탈이 국새 상서로서 지니고 있던 옥새를 반환받았다. 대법관의 국무로부터 벗어난 직후, 로피탈은 자신의 영지인 부구 부근 비네(Virriay)로 돌아갔다. 이때부터 그의 대법관으로서의 국무는 정지되었지만, 대법관직의 보유는 그대로 유지되었다. 따라서 이러한 상황은 조정과 가톨릭파로부터 끊임없이 법적인 사직 처리 압박을 강화시켰다.
 1573년 2월 1일, 로피탈이 국왕 사를르 9세에게 정식으
로 사직서를 제출했을 때 그의 대법관직 보유문제는 법적으로 종결되었으며, 그는 제4차 종교전쟁이 진행 중이었던 3월 중순에 비네의 벨르스바(Belesbit) 성에서 70세의 일기로 사망하였다.

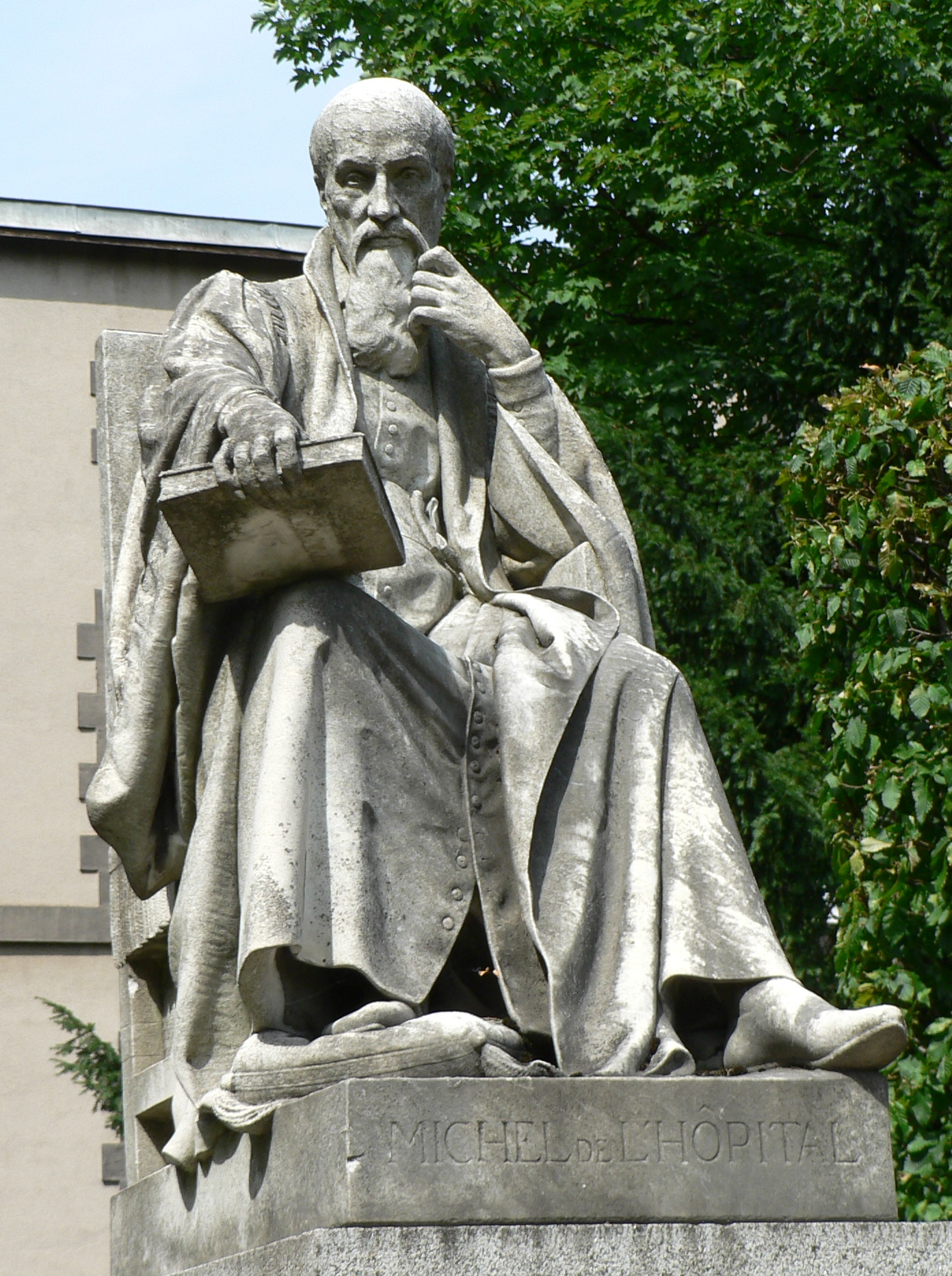
dans la cour de la Sainte-Chapelle de Riom에 있는 Michel de L'Hospital의 동상